# Puerto Pirámides
Puerto Pirámides är en ort i Argentina.   Den ligger i provinsen Chubut, i den södra delen av landet, 1 000 km sydväst om huvudstaden Buenos Aires. Puerto Pirámides ligger 8 meter över havet och antalet invånare är 565.
Terrängen runt Puerto Pirámides är platt. Havet är nära Puerto Pirámides åt sydväst. Runt Puerto Pirámides är det mycket glesbefolkat, med 5 invånare per kvadratkilometer.. 